# Sonhos de Mixyricka
Sonhos de Mixyricka é uma escola de samba do carnaval de Três Rios.

## História
Foi campeã dos blocos de enredo em 1988, e do recem criado segundo grupo das escolas de samba no ano seguinte, o que lhe credenciou a disputar a divisão principal do samba da cidade no ano seguinte.
Em 1990, devido a crise no carnaval da cidade, não desfilou, retornando em 1991, quando a maioria das escolas do que seria o grupo principal novamente não desfilaram. A Mixyricka desfilou sozinha ao lado da Vila Isabel, sendo ambas declaradas campeãs.
Desde então é uma das escolas a compor o grupo único do carnaval de sua cidade.
Em 2011, apresentou o enredo "Três Rios – Encantos e Magias do Reino das Águas", sendo rebaixada para o recém-criado grupo de acesso, onde desfilou no ano seguinte com Unidos da Ponte Seca e Unidos da Ladeira das Palmeiras, ex-blocos que foram transformados em escolas de samba para 2012.

## Carnavais
| Ano                                                                          | Colocação | Grupo | Enredo                                                                               | Carnavalesco        | Ref.  |
| ---------------------------------------------------------------------------- | --------- | ----- | ------------------------------------------------------------------------------------ | ------------------- | ----- |
| 2009                                                                         | 6º Lugar  | ÚNICO | A Mixyricka bota a água pra ferver e celebra o vinho da Arábia                       |                     |       |
| 2010                                                                         | 5º Lugar  | ÚNICO | Quem conta, reconta e encanta                                                        |                     |       |
| 2011                                                                         | 6º Lugar  | ÚNICO | Três Rios – Encantos e Magias do Reino das Águas                                     |                     |       |
| 2012                                                                         | 2º Lugar  | B     | Tributo a Adoniran Barbosa e Dona Lêda                                               |                     |       |
| 2013                                                                         | 2º Lugar  | B     |                                                                                      |                     | [ 4 ] |
| 2014                                                                         | Campeã    | B     | Magia do Carnaval                                                                    |                     | [ 5 ] |
| 2015                                                                         | 5º Lugar  | A     | Dorival Caymmi - 100 Anos                                                            |                     | [ 6 ] |
| 2016                                                                         | Campeã    | B     | A magia do Circo                                                                     |                     |       |
| 2017                                                                         | 5º Lugar  | A     | Mixyricka é festa, música e alegria. Uma viagem fantástica pelas festas de Três Rios |                     |       |
| 2018                                                                         | Campeã    | B     | Bahia de Caymmi                                                                      | João Vitor Esteves  |       |
| 2019                                                                         | 4º Lugar  | ÚNICO | Mixyricka faz a Festa com Manoel de Barros - Meu quintal é maior que o mundo         | João Vitor Esteves  |       |
| 2020                                                                         | 4º Lugar  | ÚNICO | Raízes Ancestrais                                                                    | Amarildo Lopes      |       |
| Os desfiles do Carnaval 2021 foram cancelados devido a pandemia de Covid-19. |           |       |                                                                                      |                     |       |
| Os desfiles do Carnaval 2022 foram cancelados devido a pandemia de Covid-19  |           |       |                                                                                      |                     |       |
| 2023                                                                         | 4º Lugar  | ÚNICO | NYAMBÉ: Os Filhos do Ventre Sagrado Africano                                         | Amarildo Lopes      |       |
| 2024                                                                         | 4° Lugar  | ÚNICO | AYAKAMAÉ: Um rio de amor para celebrar 50 anos da Mixyricka                          | Amarildo Lopes      |       |
| 2025                                                                         | 4º Lugar  | ÚNICO | Do zero ao Mil, a história de um gigante do interior                                 | Junior Pernambucano |       |